# Don Wycherley
Don Wycherley (ur. 15 września 1967) – irlandzki aktor filmowy i telewizyjny.

## Filmografia
seriale
- 1995: Ojciec Ted jako Ojciec Cyril MacDuff
- 2007: Running Mate, The jako Willie Costello
- 2010: Anseo jako Donncha - An Aire

film
- 1994: Wdowy (film) jako Rural Lout
- 2003: Veronica Guerin jako Chris Mulligan
- 2007: Ekspresowe randki jako Detektyw
- 2011: Pięćdziesiątnica (film) jako Ojciec Hanley

## Nagrody i nominacje
Za rolę Willie Costello w serialu The Running Mate i za rolę Detektywa w filmie Ekspresowe randki otrzymał nominację do nagrody IFTA.